# Tonggurung

A Tonggurung (동구릉, Donggureung), azaz „Keleti kilenc királysír” a legnagyobb csoportos királyi temetkezési hely Koreában, kilenc sírhalomban 17 Csoszon (Joseon)-kori királyt és királynét helyeztek nyugalomra. A sírcsoportban egy mjo (myo) típusú sír található (dőlttel jelölve). A csoport Kjonggi (Gyeonggi) tartomány Kuri (Guri) városában van.
A sír építését 1408-ban rendelte el Thedzsong (Taejeong) király, a kilencedik sírhalom 1855-ben került elhelyezésre.

## Sírok listája
| Sír neve                            | Elhunytak neve | Év   |
| ----------------------------------- | --- | ---- |
| Konvollung (Geonwolleung) (건원릉)  | Thedzso (Taejo) | 1408 |
| Mongnung (Mongneung) (목릉)         | Szondzso (Seonjo) király Iin (의인, Uiin) királyné Inmok (인목) királyné                                                             | 1600 |
| Hjollung (Hyeolleung) (현릉)        | Mundzsong (Munjong) király Hjondok (현덕, Hyeondeok) királyné                                                                        | 1452 |
| Szurung (Sureung) (수릉)            | Hjomjong (Hyomyeong ) koronaherceg (posztumusz neve: Ikcsong (익종, Ikjong) király) Sindzsong (신정, Sinjeong) (posztumusz) királyné | 1890 |
| Hürüng (Hwirung) (휘릉)             | Csangnjol (장렬, Jangnyeol) királyné (Indzso (Injo) király felesége)                                                                 | 1688 |
| Kjongnung (Gyeongneung) (경릉)      | Hondzsong (Heonjong) király Hjohjon (효현, Hyohyeon) királyné Hjodzsong (효정, Hyojeong) királyné                                    | 1849 |
| Vollung (Wolleung) (원릉)           | Jongdzso (Yeongjo ) király Csongszun (정순, Jeongsun) királyné                                                                       | 1776 |
| Hjerung (Hyereung) (혜릉)           | Tani (단의, Danui) királyné (Kjongdzsong (Gyeongjong) király felesége)                                                               | 1718 |
| Szungnung (Sungneung) (숭릉)        | Hjondzsong (Hyeonjong) király Mjongszong (명성, Myeongseong) királyné                                                                | 1674 |
| Mjongbinmjo (Myeongbinmyo) (명빈묘) | Mjong (명, Myeong) királyi ágyas (pin (bin); Thedzsong (Taejong) király ágyasa)                                                      | 1479 |
| Források: CHA                       | |      |